# Calyptopsis schach
Calyptopsis schach (лат.) — вид жуков-чернотелок рода Calyptopsis из трибы Tentyriini (Pimeliinae).

## Распространение
Северный и центральный Иран.

## Описание
Жуки длиной около 1 см (длина тела 11,5—12,5 мм, ширина 4—4,5 мм). Новый вид наиболее сходен с C. merkli по форме головы и переднеспинки, но C. merkli отличается более редкими круглыми точками на голове (у C. schach голова и переднеспинка умеренно плотно покрыты крупными удлиненными точками); C. merkli в мезовентрите покрыт круглыми ямками (у C. schach мезовентрит густо покрыт сильно удлиненными скобовидными ямками), а также в строении гениталий самца. Вид был впервые описан в 1963 году венгерским колеоптерологом Зольтаном Касабом, а его валидный статус подтверждён в 2019 году российскими энтомологами Светланой Николаевной Чиграй (Волобоевой) и Евгением Васильевичем Абакумовым (Санкт-Петербургский государственный университет, Санкт-Петербург).